# Bert Hellinger
Bert Hellinger, född 16 december 1925 i Leimen i Baden-Württemberg, död 19 september 2019, var en tysk psykolog och psykoterapeut. 
Efter många utbildningar inom psykologi och närmare 40 års erfarenhet som terapeut, efter det att han varit katolsk missionär i Afrika, utvecklade Hellinger terapiformen familjekonstellation. Med hjälp av metoden kan man få reda på och rätta till skador i ens så kallade familjesjäl, som annars kan ligga till hinder för ens personliga utveckling. Metoden är mycket effektiv, och ofta kan det räcka med ett par konstellationer för att starta upp den process som sedan löser upp den insnärjdhet i familjesystemet som man omedvetet är del av.
Familjesjäl är ett begrepp, myntat av Hellinger, som används av honom för att beskriva familjerelationer. När man försöker frigöra sig från sin familj och bli mer självständig, kan detta inte göras utan att man känner av skuld. Denna skuld är det familjesjälen som orsakar. Ett annat ord är kanske "familjesamvetet". Effekten kanske blir mest tydligt i tonåren och när man bildar eget hem och ska jämka samman två olika familjekulturer.
Familjesjälens uppgift är i grunden att se till att ingen utesluts ur familjen. Om detta sker, kommer någon annan i familjen att få lida för det, ofta i en senare generation. Denne kan då till exempel känna sig udda och att hon inte hör till familjen.

## Kritik
Bert Hellinger och hans metoder har kritiserats skarpt för att vara förnedrande mot patienter samt inkompatibla med de fundamentala premisserna för systematisk terapi. Hans påstådda nazistsympatier såväl som hans kontroversiella syn på bl.a. incest har också orsakat honom mycket kritik.